# Giacinto Fontana
Giacinto Fontana, detto Farfallino (Perugia, 1692 – Perugia, 1739), è stato un famoso cantante lirico castrato italiano degli inizi del XVIII secolo, il più famoso degli specialisti nell'interpretazione di ruoli femminili a Roma e nelle zone dello Stato Pontificio dove alle donne era vietato di calcare le scene.

## Vita
Soprano, probabile allievo di Francesco Gasparini (assieme a Giovanni Ossi e Girolamo Bartoluzzi), dopo gli esordi in ruoli comici negli intermezzi, fu attivo quasi esclusivamente a Roma tra il 1712 e il 1735.
Specializzato nei ruoli femminili, ricoprì quasi esclusivamente prime parti, raccogliendo grande successo sotto la guida, oltre che del suo maestro Gasparini, dei maggiori musicisti del tempo, da Leonardo Vinci a Antonio Vivaldi.
Apprezzato dal Metastasio e da Montesquieu che, nel suo viaggio in Italia nel 1729, lamentò di non aver visto ni Faustina, ni Senezino, ma si "accontentò" dell'aver visto la Semiramide riconosciuta di Leonardo Vinci, in cui primeggiò il Fontana assieme al castrato Carlo Scalzi.